# 판코니 빈혈
판코니 빈혈(-貧血, Fanconi anemia, FA)은 희귀 유전병의 하나이다. 대다수가 급성 골수성 백혈병과 같은 암으로 발전하고, 90%가 40대까지 재생불량성빈혈으로 발전한다. 60~75%의 사람들이 선천성 장애이며 저신장, 피부, 팔, 머리, 눈, 신장, 귀의 이상, 그리고 발달 장애를 보이는 것이 보통이다. 약 75%의 사람들이 특정한 형태의 내분비계 문제를 겪으며 그 심각도는 다양하다.
판코니 빈혈은 DNA 수선을 책임지는 여러 무리의 단백질들에 유전적 결함이 생겨서 발생한다.
안드로겐과 조혈(혈구) 성장 인자를 투여하는 치료는 일시적으로 골수부전에 도움을 줄 수 있지만, 기증자가 있을 경우 장기적으로는 골수 이식이 이루어진다. DNA 수선의 유전적 결함으로 말미암아 판코니 빈혈 환자들의 세포는 미토마이신 C와 같은 DNA 크로스링크에 의해 암을 치유하는 약물에 민감하다. 2000년 기준으로 일반적인 사망 나이대는 30세이다.
판코니 빈혈은 130,000 신생아 중 1명 꼴로 발생하며, 이 중 이스라엘에서는 아슈케나즈 유대인에게서, 남아프리카에서는 아프리카너에게서 발병 빈도가 조금 더 높다. 이 질병은 이 질병을 처음으로 기술한 스위스의 소아과 의사의 이름 귀도 판코니를 따서 지어졌다. 동일하게 판코니의 이름에서 비롯된 신장 장애의 하나인 판코니 증후군과 혼동하여서는 안 된다.

## 같이 보기
- BRCA2
- PALB2